# Mont Vernon
|  | Dieser Artikel wurde aufgrund von inhaltlichen Mängeln auf der Qualitätssicherungsseite des Projektes USA eingetragen. Hilf mit, die Qualität dieses Artikels auf ein akzeptables Niveau zu bringen, und beteilige dich an der Diskussion! Eine nähere Beschreibung der zu behebenden Mängel fehlt. |

Mont Vernon ist eine  Gemeinde in Hillsborough County, New Hampshire, USA. Im Jahr 2020 hatte sie 2584 Einwohner.

## Name
Die Gemeinde ist benannt nach dem in Virginia gelegenen Landsitz Mount Vernon des ersten US-Präsidenten George Washington. Warum im Unterschied zu den anderen Orten in den USA, die nach dem Landsitz Washingtons benannt sind, das „u“ im Namen fehlt, ist nicht geklärt.

## Kultur
Die bis ins Jahr 1770 zurückgehende Lamson Farm in Mont Vernon ist im National Register of Historic Places verzeichnet und heute als Museum der Öffentlichkeit zugänglich. Im September wird hier von der Stadt der Lamson Farm Day gefeiert.